# Eutichurus chingliputensis
Eutichurus chingliputensis is een spinnensoort uit de familie van de Cheiracanthiidae.
De wetenschappelijke naam van de soort werd in 1991 gepubliceerd door Majumder & Benoy Krishna Tikader.